# Victor Correia
Pour les articles homonymes, voir Correia.
Victor Correia est un footballeur international guinéen né le 12 janvier 1985 à Bissau.

## Biographie
Correia effectue ses premières gammes dans le club local de Fello Star. Il y joue jusqu'en 2004 et remporte la coupe nationale. Il rejoint alors le jeune club du Satellite FC, fondé en 2000. Il participe activement au titre de 2005 avant de rejoindre l'Europe, à 20 ans.
En compagnie de deux de ses coéquipiers, M'Baye (en) et Diallo, il signe un contrat de six mois au club belge de Lokeren, en Jupiler League. Aligné en pointe, Correia ne dispute que sept rencontres. Une première expérience européenne difficile donc, mais qui va se prolonger en Suisse, dans le club de Lausanne Sports (D2). S'il y inscrit son premier but, il ne joue guère plus, avec un total de 13 matchs. Surtout, le joueur déclare « s'ennuyer » en Helvétie et se met à chercher un nouveau challenge.
L'occasion se présentera à la fin du mois d'août 2007 avec son arrivée à Cherbourg, club de National qui vise la montée en Ligue 2. Mais rien ne se passe comme prévu : faute de visa, il ne peut débuter avec sa nouvelle équipe qu'en octobre. En proie à des blessures, le joueur souffle le chaud et le froid en Normandie. Pas vraiment titulaire, il rejoint tout de même sa sélection nationale, en remplacement du Toulousain Fodé Mansaré, afin de disputer la Coupe d'Afrique des nations de football en compagnie de son ami Mamadou Bah. Il joue 2 matchs en Afrique. En fin de saison, il est recruté par le RC Strasbourg, pour 3 ans, qui le suivait déjà depuis deux saisons pour 70 000 euros, (réévalué à 130 000 en cas de remontée immédiate en L1 et 10 % de plus-value à la revente).
Décrit comme un joueur rapide et bon dribbleur, le Guinéen est également critiqué pour son manque d'efforts défensifs ainsi que pour son sens tactique insuffisant. Malgré tout, Correia a séduit le staff strasbourgeois, à l'image de Jean-Marc Furlan (« Il a un bon pied gauche et du volume de jeu. Comme nombre d'attaquants du championnat de France, il est très bon avec le ballon. »).
Très diminué par des blessures, il se fait opérer début 2009 du ménisque gauche. Atteint d'une infection au Staphylocoque doré, il est réopéré et les complications s'enchaînent. Il fait ses débuts avec l'équipe professionnelle fin juillet 2010 en Coupe de la Ligue.
En novembre 2010, il résilie son contrat après avoir disputé seulement 3 rencontres en deux années passées en Alsace.

## Carrière
| Saison    | Club              | Pays     | Division       | Matchs | Buts |
| --------- | ----------------- | -------- | -------------- | ------ | ---- |
| 2000-2002 | Fello Star        | Guinée   | D1             | ?      | ?    |
| 2002-2005 | Satellite FC      | Guinée   | D1             | ?      | ?    |
| 2005-2006 | KSC Lokeren       | Belgique | Jupiler League | 7      | 0    |
| 2006-2007 | FC Lausanne-Sport | Suisse   | D2 Suisse      | 13     | 1    |
| 2007-2008 | AS Cherbourg      | France   | National       | 11     | 1    |
| 2008-2009 | RC Strasbourg B   | France   | CFA            | 3      | 0    |
| 2009-2010 | RC Strasbourg     | France   | Ligue 2        | 0      | 0    |
| 2010-2011 | RC Strasbourg     | France   | National       | 2      | 0    |

## Palmarès

### En club
- Champion de Guinée en 2005 (Satellite FC)
- Vainqueur de la Coupe de Guinée (Fello Star)

### En sélections
- Équipe de Guinée espoir puis Guinée A depuis 2005.
- A participé à la Coupe d'Afrique des nations 2008 avec la Guinée (2 matchs).